# Leopold von Winter (Theologe)

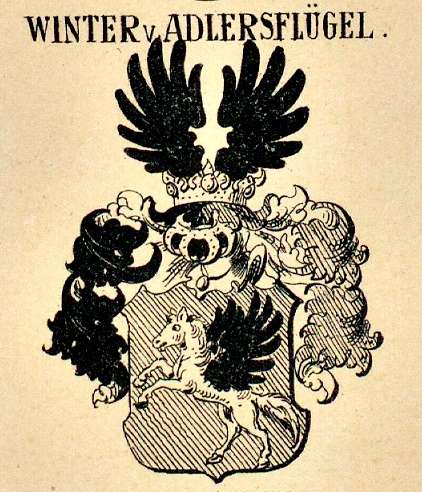
Familienwappen

Leopold Winter, ab 1828 von Winter, (* 1797; † 28. Dezember 1864 in Jelenić bei Kulm, Westpreußen) war ein deutscher evangelischer Theologe, aus dem Adelsgeschlecht Winter von Adlersflügel.

## Leben
Er entstammte einer ursprünglich pfälzischen Familie. Winter war zunächst Pastor und Kreisschulinspektor zu Schwetz an der Weichsel und zuletzt Superintendent zu Jelenic bei Kulm.
Schon in Schwetz hatte er sich große Verdienste um die Festigung des Protestantismus in Westpreußen erworben. Auch später in Jelenic hatte er in seinen häuslichen Andachten den in der Kulmer Region verstreuten Mitgliedern der evangelischen Kirche einen Sammelplatz geboten. Durch die Milde und Würde seiner Persönlichkeiten trug er zum Ausgleich zwischen den Konfessionen bei und erwarb sich Achtung auf beiden Seiten.
Winter erhielt gemeinsam mit seinem Bruder Friedrich, Pastor zu Ausleben, am 28. Mai 1828 in Berlin die preußische Adelsanerkennung als „von Winter“.
Sein Sohn war der gleichnamige langjährige Danziger Oberbürgermeister und preußische Abgeordnete Leopold von Winter.